# El Farro
El Farro és una muntanya de 1.656 metres que es troba entre els municipis d'Alins i de Farrera, a la comarca del Pallars Sobirà.